# 雷獸 (妖怪)

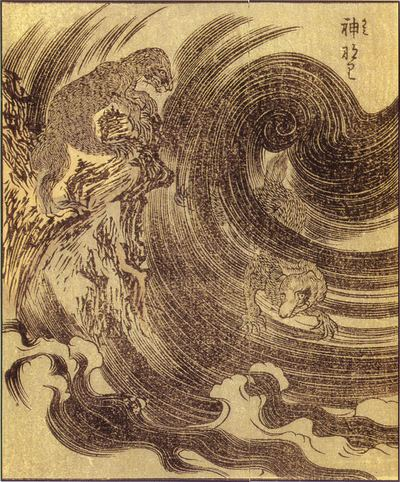
竹原春泉所繪的《絵本百物語》以雷聲為題的雷獸。

雷獸（日语：雷獣、らいじゅう）是中國 、日本傳說中隨著閃電出現的妖怪。東日本是有關雷獸傳說的中心，在江戶時代有很多有關的随筆及民俗資料。 有一説認為《平家物語》中被源賴政所殺死的妖怪鵺，實際就是雷獸。

## 概要
雖然在明治時代雷獸的知名度不及河童和人魚，但是在江戶時代則非常著名。由於當時對天空的所知有限，人們對於天空上所發生的事情都只是想像出來的。有人認為雷獸的傳說就是當時人對閃電所造成的災難而構想出來的。

## 形態
雷獸的外觀像長約60厘米的小狗，像狸貓的尾巴長約21-24厘米，據說有銳利的爪。

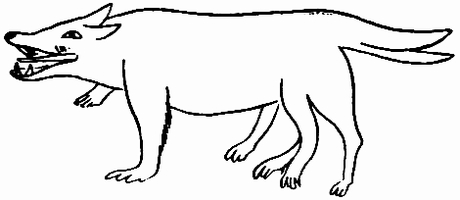
《玄同放言》所描繪的雷獸。

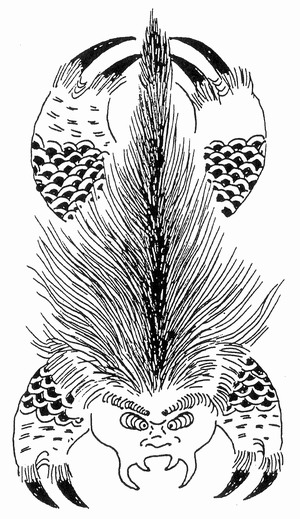
伴蒿蹊的《閑田次筆》所描繪的雷獸。

曲亭馬琴所著的《玄同方言》中描述雷獸的外形像狼，有兩隻前肢，四隻後肢，尾巴分叉。
天保時代的《駿国雑誌》記載雷獸住在駿河国益津郡花沢村高草山（即現今的静岡縣藤枝市）。雷獸全長60厘米多，屬鼬科，但外觀像貓。雷獸毛色帶點紅色及黑色，栗色的毛與黑色的毛交雜，身上有很長的黑斑，眼睛圓圓及耳朵細小像老鼠，前肢有四趾，後肢有一個蹼，銳利的爪是向內彎曲的，尾巴非常長。牠們在下雨的時候游盪於雲間，不小心墜落地面令樹木斷裂。
江戶時代的辭典《和訓栞》記述信州（即現今的長野縣）的雷獸像灰色的小狗，頭很長，爪子銳利像鷹，尾巴像狐狸。 天保時代的《信濃奇勝錄》記載著長野的雷獸住在立科山（即長野的蓼科山），外觀也像小狗，毛髮像貉，有五隻銳利的爪，冬天會挖穴進入到土中。
江戶時代的《北窻瑣談》記載下野国烏山（即現今栃木縣那須烏山市）的雷獸是比老鼠稍大的鼬科，四隻腳上都有利爪。夏天時，雷獸會在山的洞穴中探頭尋找雨雲，找到時就會飛入雲中，引發閃電。
江戶中期越後国（現今的新潟縣）的百科全書《越後名寄》記載，安永時代松城的武士在閃電後捕獲了一隻雷獸，形狀像一隻大貓，毛呈灰白而有光澤，日光之下呈黃金色，腹部的毛向後及分開成為兩邊。捕獲後的雷獸因從天上掉下來而腳部受傷，在治癒後就獲釋放。
江戶時代的《閑田耕筆》記述雷獸是類似狸貓。《古史伝》記載秋田的雷獸像大狸貓，毛則比狸貓的長。 相洲（即現今的神奈川縣）大山的雷獸的外觀也像一隻狸貓。
江戶時代山岡浚明所著的《類聚名物考》記載，一隻雷獸被飼養在鐵籠之內。這隻雷獸像獾，豬鼻，腹部像鼬科，吃蛇、螻蛄、青蛙和蜘蛛。
於享和元年（1801年）7月21日在奥州會津一隻雷獸掉落在一個古井之內。這隻雷獸有鋭利的牙齒和四肢上有蹼，長46厘米。 享和二年（1802年）在琵琶湖的竹生島附近另有一隻雷獸掉落，同樣有銳利的牙齒和四肢上有蹼，長75厘米。文化三年（1806年）6月在播州（現今的兵庫縣）赤穂的城下有一隻長40厘米的雷獸掉下，有同樣的牙齒和蹼。
自明治時代以後也有關雷獸的故事。明治四十二年（1909年）在富山縣東礪波郡蓑谷村（現今南砺市）捕獵了一隻雷獸，並在當時的《北陸時報》上有報道。這隻雷獸的外觀像貓，擁有鼠色的毛，前脚打開在腋下有像蝙蝠的翼膜，可以飛行50天以上，尾巴很大，四肢都有銳利的爪可以攀樹，並經常吃蛋。
於昭和二年（1927年）在神奈川縣伊勢原市大山進行祭祀閃電之際，目擊了一隻奇怪的動物。其外貌像狸貓，在每一次閃電時就有奇怪的行為，這可能就是雷獸的起源。

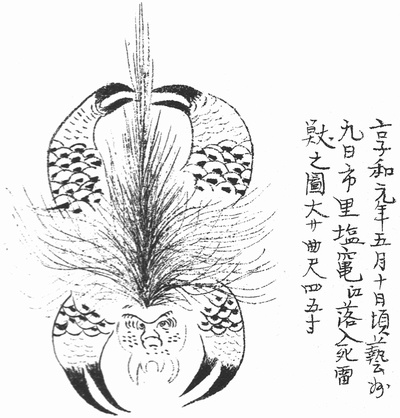
《奇怪集》所描繪在芸州的雷獸。

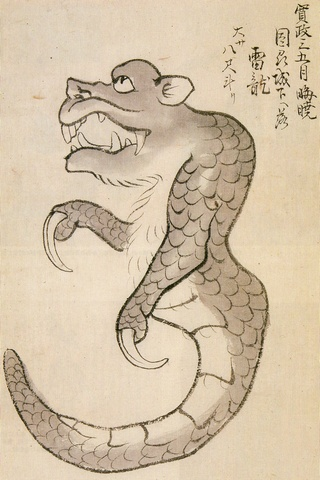
因州的雷龍。

以上都是在東日本有關雷獸的記載，由於外觀都像哺乳類，故描繪的圖畫都是以哺乳類為藍本。西日本所描繪的雷獸則有所不同，特別是芸州（現今廣島縣西部）有著很奇怪的雷獸傳說。享和元年（1801年）在芸州五日市村（現今廣島縣佐伯區）有描繪雷獸的圖畫，其外觀像蟹或蜘蛛，四肢上有鱗片覆蓋，尖端像一個鉗，長約95厘米及重約30公斤。弘化時代的《奇怪集》中，於享和元年5月10日在芸州九日市掉下了相似的雷獸屍體，五日市村和九日市的描述有些少不同，但一般都認為資料是相同的。享和元年5月13日繪畫了一幅有關雷獸的圖畫，其四肢也是有鱗覆蓋，尖端有一個鉗，並附有「面如蟹額有旋毛有四足如鳥翼鱗生有釣爪如鐵」的解説。
於寬政3年（1791年）5月的因州（現今鳥取縣）繪畫了一幅從城上掉下的野獸的圖畫。牠長約2.4米，有銳利的爪，彷彿海馬一般，故被稱為雷龍。
綜合以上各項，雷獸往往是在閃電時掉落的幻獸的統稱，但其外觀則各有不同。

## 其他傳說
根據松浦静山《甲子夜話》記載，曾有一隻雷獸與火團一起掉下來，當時在附近的人將之捕捉，但雷獸所散發出的毒氣令人難以入睡。 另外在書中亦有記載，在出羽国的秋田有一隻雷獸隨閃電掉下，並被捕獵者烹吃了。
書中也有記載江戶時代的畫家谷文晁指，有武士因閃電和雷獸落下而成為廢人，但只要餵食玉米粉末，就能令他痊癒。另外谷文晁亦指飼養了雷獸兩三年的人稱雷獸喜歡吃玉米。
江戶時代的《絵本百物語》有以「雷聲」為題有關雷獸的記述。在下野國筑波附近的山上住了一隻雷獸，平常雷獸溫柔像貓，但當準備下雨時，雷獸就會猛然沖入雲中。
在關東地方的稲田中，每當閃電之際，都會豎立貼有注連繩的青竹。據說豎立此竹後，雷獸才能重回天上。
戰國時代的武將立花道雪因被雷擊中而致半身不遂，後來要乘坐轎子來指揮，卻仍有顯赫的功勳，故後世傳說他是因斬殺雷獸而半身不遂的。

## 正體
根據各典籍所記載雷獸的大小、外表、有銳利的爪和會攀樹等特徵，都與果子狸不謀而合。而於江戶時代果子狸的數量也較少，故也有指果子狸就是雷獸的說法。 此外，也有指雷獸就是如貓狗般大小的貂的說法，但是基於江戶時代的開發程度及貂是住在森林中的，這種說法的可能性較低。 因閃電而從樹上掉落的鼯鼠也有可能被想像成雷獸。 另外也有指是誤認鼬科、白頰鼯鼠、獾、水獺和松鼠等的可能性。
根據《山海經》記載，在中國神話中有一夔，其叫聲如雷，故有指日本雷獸的傳說是起源於此的。

## 遺物及歷史
新潟縣三島郡的西生寺內藏有傳說是雷獸的木乃伊。 這個木乃伊的來歷不明，長35厘米，外觀像貓，露出其牙展示出威嚇的姿勢。 妖怪研究家多田克己認為這個木乃伊本來就是屬於貓的。 日本有很多指為人魚或鬼的木乃伊，但雷獸的木乃伊則很少有。 在静岡縣也有指是包裹雷獸的紙張和油墨，但來歷亦不明。
岩手縣花巻市的雄山寺內有被稱為雷神的獸的木乃伊，同樣也被視為雷獸。這隻獸的外觀像貓，但四肢異常的長，頭部也沒有眼窩，故很明顯並非正常的生物。。
滋賀縣東近江市今代町的富士神社是有供奉雷獸的。傳說這個村莊經常行雷閃電，一天一個路過的山伏指這是因住著了一個雷獸所致。為了捕獵雷獸，村民們製作了一個大網埋伏在森林中。當黑雲聚集閃電開始時，一頭紅黑色的獸出現在大網之上，並瞬間被捕獲。這獸像狗，有銳利的尖爪。山伏以鐵杖打死了獸，並說其任務結束而離開了村子。後來，在在捕捉雷獸的地方興建了一個祠廟。傳說這個祠廟就是要封印著這雷獸。

## 大眾文化

### 漫畫·動畫
- 《妖怪少爺》中為附身花開院分家陰陽師花開院魔魅流的妖怪。
- 《XXXHOLiC》

### 輕小說
- 《妖怪旅館營業中》中為該作的核心反派角色